# Латвийска съпротива
Латвийската съпротива е съпротивително движение в Латвия по време на германската окупация през Втората световна война.
То включва множество идеологически разнородни групи, действащи срещу германското присъствие в страната. Основната част, стремящи се към възстановяване на независимостта на страната, са групирани около Латвийския централен съвет, но в страната действат и съветски партизани, както и участници в Еврейската съпротива.